# MNGIE-Syndrom
Die MNGIE-Syndrom, Akronym für Mitochondriale NeuroGastroIntestinale Enzephalopathie,  ist eine sehr seltene angeborene Form des mitochondrialen DNA-Depletionssyndroms mit den Hauptmerkmalen fortschreitender Funktionsstörung des Verdauungstraktes und peripherer Neuropathie.
Synonyme sind:  Enzephalomyopathie, mitochondriale neurogastrointestinale; (veraltete Bezeichnungen: POLIP-Syndrom; Polyneuropathie - Ophthalmoplegie - Leukenzephalopathie - Intestinale Pseudoobstruktion)
Die Erstbeschreibung stammt aus dem Jahre 1987 durch die Göttinger Neuropathologen A. Bardosi, W. Creutzfeldt und Mitarbeiter.

## Verbreitung
Die Häufigkeit wird mit 1 – 9 zu 1.000.000 angegeben, jedoch wurden in der Literatur bislang über weniger als 100 Betroffene berichtet. Die Vererbung erfolgt autosomal-rezessiv.

## Ursache
Der Erkrankung liegen Mutationen im TYMP-Gen auf Chromosom 22 Genort q13.33 zugrunde, das für die Thymidin-Phosphorylase im Cytosol kodiert. Durch den Verlust der Enzymaktivität kommt es zur erhöhten Menge von Thymidin und Desoxyuridin in den Körperflüssigkeiten.

## Klinische Erscheinungen
Klinische Kriterien sind:
- Manifestation meist vor dem 20. Lebensjahr
- Störung der Motilität des Darmes mit fortschreitender Pseudoobstruktion
- periphere sensorisch-motorische Neuropathie
- chronisch-progrediente externe Ophthalmoplegie
- Kleinwuchs und Gewichtsverlust bis zur Kachexie

Hinzu können Schwerhörigkeit, Pigmentretinopathie und Kleinhirnsymptome treten.

## Diagnose
Zur Diagnose kann die Aktivität der Thymidin-Phosphorylase in Leukozyten gemessen werden. In der Muskelbiopsie sind Ragged-Red-Fibers, bildgebend eine Leukenzephalopathie nachweisbar.

## Differentialdiagnose
Abzugrenzen sind: MELAS-Syndrom, MERRF-Syndrom oder Erkrankungen mit Störung im POLG-Gen.

## Therapie
Die Behandlung erfolgt weitgehend symptomatisch.

## Heilungsaussicht
Die Prognose gilt wegen der notwendigen parenteralen Ernährung und Infektionsneigung als ungünstig.